# Operation Tomodachi

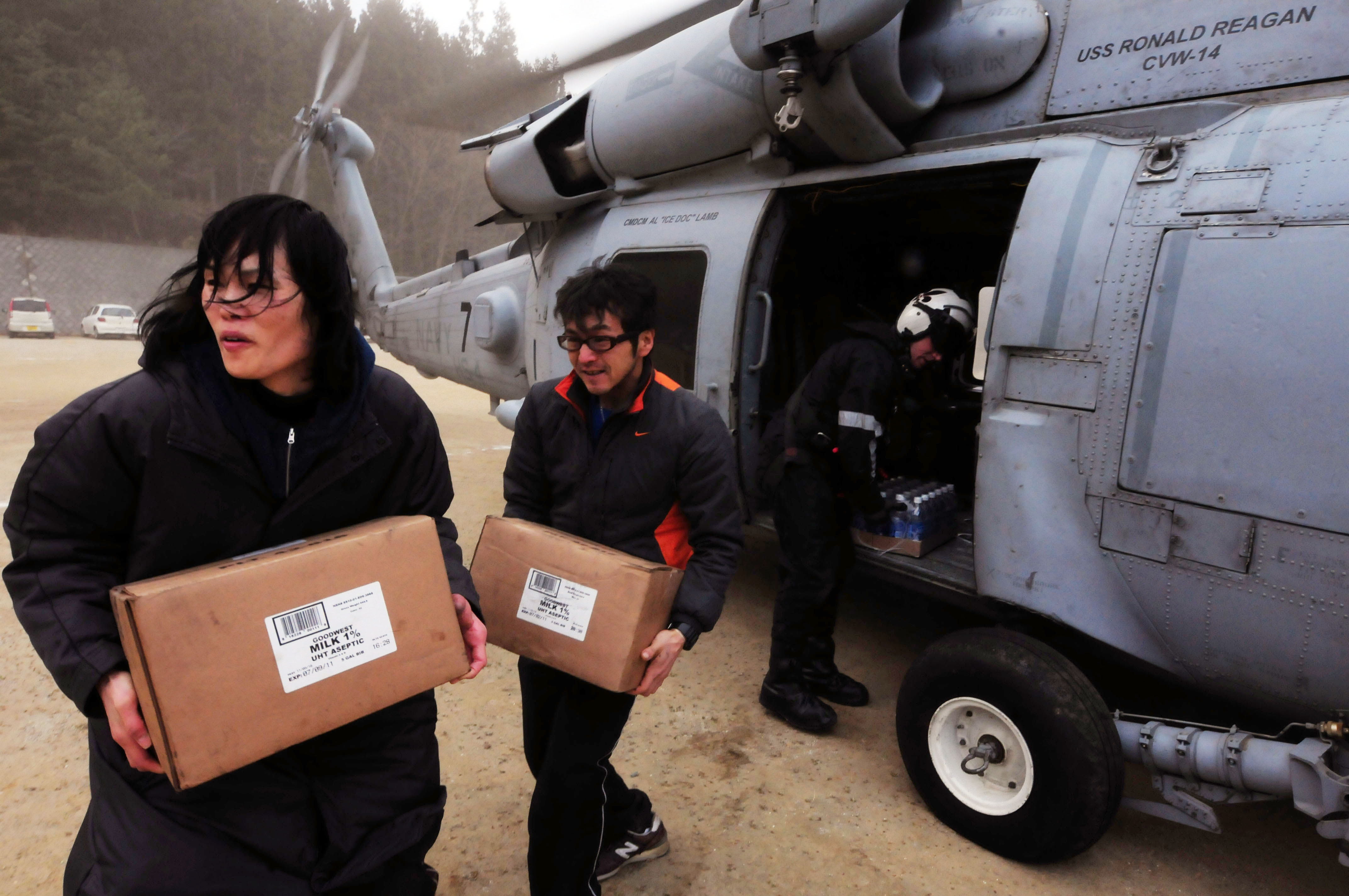
Verteilung von Hilfsgütern

Operation Tomodachi (jap. トモダチ作戦, Tomodachi sakusen, „Operation Freund[e]“) war die am 12. März 2011 gestartete Hilfsoperation der Streitkräfte der Vereinigten Staaten nach dem Tōhoku-Erdbeben 2011.
Die meisten Militärbasen der United States Forces Japan waren bei Operation Tomodachi mit einbezogen.
- Yokota Air Base in Fussa, Präfektur Tokio
- Kadena Air Base in Kadena und Okinawa, Präfektur Okinawa
- Marine Corps Air Station Futenma in Ginowan, Präfektur Okinawa
- Misawa Air Base in Misawa, Präfektur Aomori
- Naval Air Facility Atsugi in Ayase und Yamato, Präfektur Kanagawa
- Camp Zama in Zama und Sagamihara, Präfektur Kanagawa

Neben der Verteilung von Hilfsgütern wurden speziell ausgerüstete Boeing C-135 und unbemannte Drohnen vom Typ Global Hawk benutzt, um die Folgen der Nuklearkatastrophe von Fukushima 2011 besser messen und einschätzen zu können.